# Шепотько
Шепотько — українське прізвище.

## Відомі носії
- Шепотько Людмила Олександрівна (1932—2003) — українська вчена-економіст, фахівець у галузі аграрної економіки.
- Шепотько Віктор Михайлович (1939—2012) — український спортсмен-пауерліфтер, заслужений тренер України.